# Solness, o Construtor
Solness, o Construtor (Bygmester Solness) é uma peça teatral escrita e publicada pelo dramaturgo norueguês Henrik Ibsen em 1892, e encenada em 19 de janeiro de 1893, no Lessinger Theater, em Berlim. A peça foi apresentada pela primeira vez em 19 de Janeiro 1893, no  Lessing Theatre, Berlim, com Emanuel Reicher como Solness. Abriu no Trafalgar Theatre, em Londres no dia 20 do mês seguinte, com Herbert H. Waring e Elizabeth Robins como Hilda. Produções em Oslo e Copenhage foram coordenados para abrir em 08 de março de 1893. No ano seguinte, o trabalho foi retomado por Théâtre de l'Oeuvre, a empresa internacional com sede em Paris, e foram montadas produções em Paris, Londres e outras capitais europeias. Nos EUA, a primeira montagem foi no Carnegie Lyceum, em Nova York, em 16 de janeiro de 1900, com William Pascoe e Kahn Florence.
A peça apresenta um drama em três atos, onde Ibsen utiliza nas palavras dos diálogos realistas a simbologia que traduz a dramaticidade da vida humana.

## Características

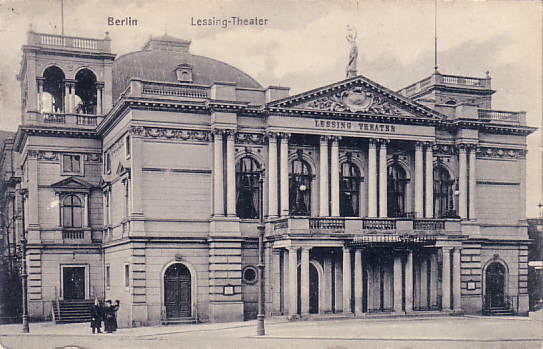
Lessinger Theater, em Berlim, onde foi representada pela primeira vez a peça “Solness, o Construtor”, em 1893

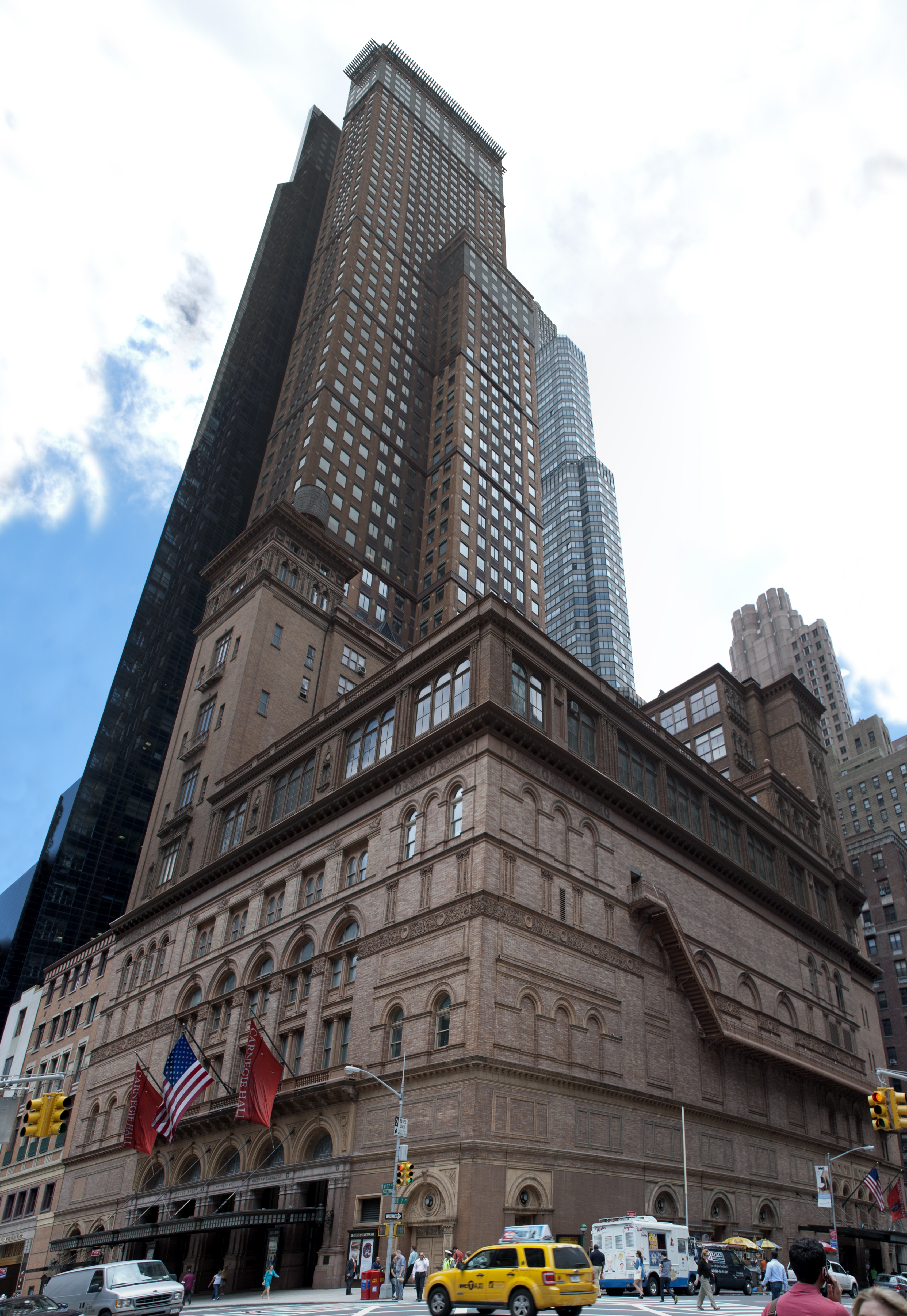
Carnegie Liceum, onde a peça “Solness, o Construtor” foi representada nos Estados Unidos da América pela primeira vez, em 1900.

Foi a primeira peça que Ibsen escreveu depois de sua volta definitiva à Noruega, em julho de 1891. É considerada uma obra simbolista, mediante a utilização de imagens representativas da vida humana e dos próprios questionamentos do autor, instigando a necessidade da interpretação simbólica da estrutura e do desenvolvimento da trama. Há alguns críticos que vêem na peça "várias camadas de símbolos superpostas". Assim é que Mestre Solness é o próprio Ibsen; a Sra. Solness é o passado; Hilda Wangel é a mocidade, a perigosa imaginação; o velho Brovik é a rotina; o jovem Brovik é o utilitarismo moderno, e a casa que pretende construir, com uma torre em cima, é o edifício utópico de uma nova sociedade.
Uma das personagens, Hilda Wangel, teve sua primeira aparição na peça A Dama do Mar, de 1888, como a filha adolescente do Dr. Wangel.
Geralmente agrupada com as três outras obras escritas durante este período final da vida de Ibsen — O Pequeno Eyolf, John Gabriel Borkman, e When We Dead Awaken - como "peças simbólicas" em que falta a clareza temática dos trabalhos anteriores, tais como Hedda Gabler, as primeiras reações da crítica foram confusas, provavelmente devido a sua simbologia exacerbada, muitas vezes não clara o suficiente.
Hilda, por exemplo, parece se alternar entre uma força inspiradora, pedindo Solness para temperar sua ambição desenfreada e buscar a felicidade real, e uma mulher sedutora, empurrando Solness a compromissos que ele não pode assumir. O crítico inglês William Archer, no entanto, sugeriu que a peça não é tão completamente simbólica, como alguns têm defendido, interpretando-a como "uma história de uma consciência doentia, trabalhada em termos de psicologia pura". Ele observa que, neste aspecto a peça é semelhante às anteriores, em que Ibsen lida principalmente com um olhar retrospectivo a psique de um personagem.

## Sumário
Solness é um homem preso a uma esposa doente, e tentado por uma jovem, Hilda Wangel. Arquiteto que construiu muitas casas para os outros, agora, perto da velhice, incentivado e tentado por Hilda, resolve construir a maior de todas elas, encimada por uma imensa torre. Em muitos momentos da trama, os dois personagens, Hilda e Solness, parecem formar um único elemento, com o mesmo objetivo: a ambição da construção da torre que o levará para a apoteose da existência.

## Personagens
- Halvard Solness, arquiteto.
- Senhora Solness.
- Dr. Herdal.
- Kaia Fosli.
- Hilda Wangel.
- Knut Brovik, empregado de Solness.
- Ragnar Brovik, empregado de Solness, filho de Knut.
- A multidão.

## Traduções em língua portuguesa
- No Brasil, foi lançada a primeira tradução em 1944, feita por Vidal de Oliveira, na obra "Seis Dramas", que reunia seis obras de Ibsen, pela Coleção "Biblioteca dos Séculos", nº 10, da Editora Globo, em Porto Alegre, com introdução de Otto Maria Carpeaux.[6] Foi relançada em 1985, pela Editora Globo, “A Dama do Mar/ Solness, o Construtor”.
- Edla Van Steen, por volta de 1988. Utilizada para o espetáculo homônimo, dirigido por Eduardo Tolentino, em São Paulo, 1988.
- Pedro Fernandes. “O Construtor Solness”. Peças escolhidas 1 (ao lado de Quando nós, os mortos, despertarmos / John Gabriel Borkman / O Pequeno Eyolf) (Coleção Teatro). Portugal: Livros Cotovia, 2006, ISBN 978-972-795-157-4

## Peças no Brasil

### 1988
- Nome: Solness, o construtor
- Local: São Paulo
- Teatro: Estréia no Teatro Aliança Francesa (São Paulo), maio de 1988. Levada para o Teatro do SESC (Santos) e para o Teatro São Pedro (Porto Alegre) em março de 1989; para o Teatro do Centro Integrado de Cultura (Florianópolis), para o Teatro Guaíra (Curitiba) e para o Grande Teatro do Palácio da Artes (Belo Horizonte em abril de 1989; para o Teatro Nacional, sala Villa Lobos (Brasília), Teatro Castro Alves (Salvador) e Teatro Guararapes (Recife) em maio de 1989.
- Tradução: Edla Van Steen[7]
- Produção: Tapa Produções Artísticas, Prêmio Shell de Teatro.[8]
- Direção: Eduardo Tolentino
- Cenário: Ricardo Ferreira, recebedor do Prêmio Molière de Cenário,[9] Prêmio APCA.[10]
- Figurino: Lola Tolentino, Prêmio APCA[10]
- Elenco: Abrahão Farc, Cissa Carvalho, Charles Myara, Paulo Autran, Karin Rodrigues, João José Pompeo, Denise Weinberg.

### 2006
- Nome: Solness, o Construtor
- Local: Rio de Janeiro
- Teatro: Espaço SESC
- Direção: Moacyr Góes

## Adaptações para televisão

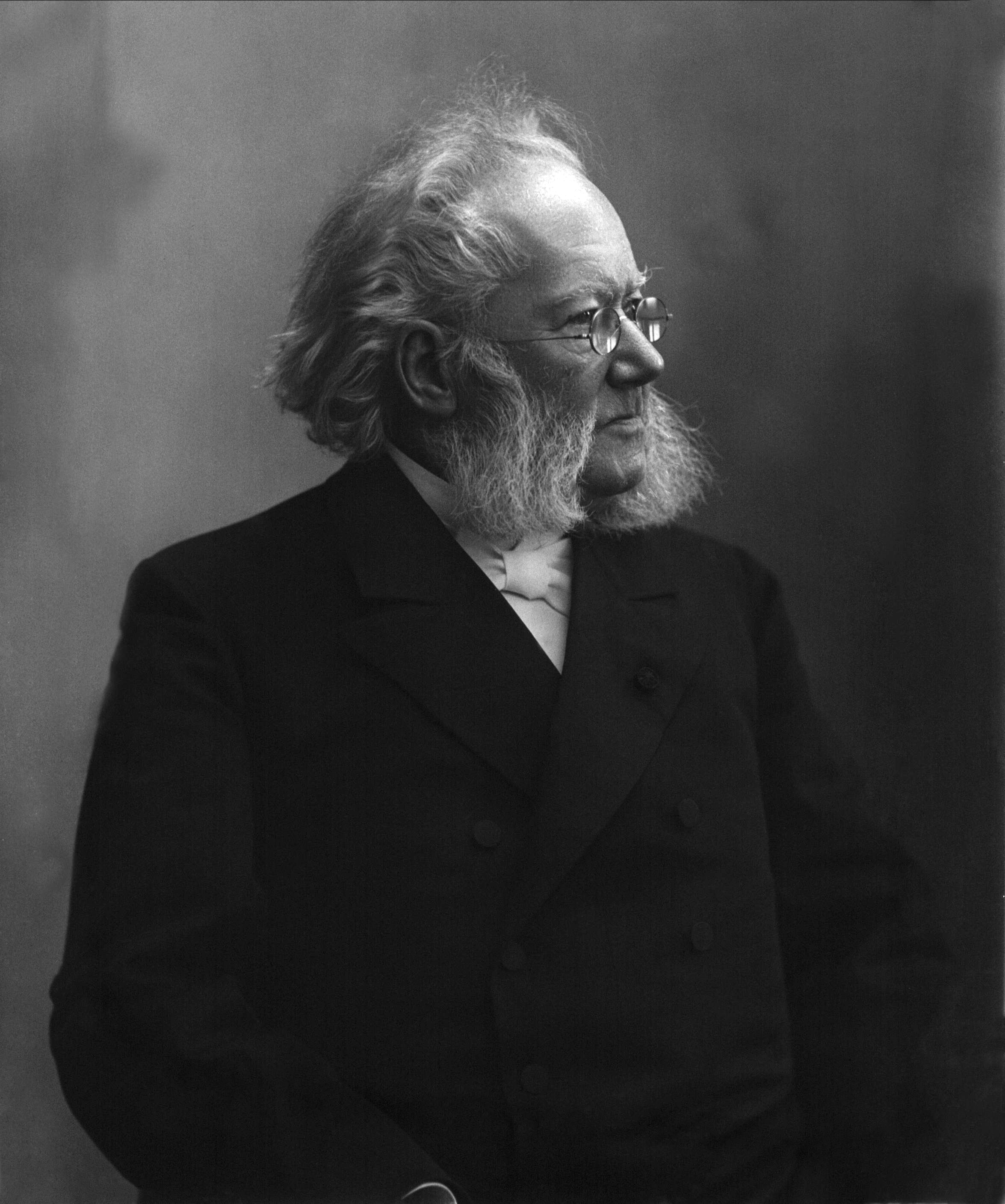
Henrik Ibsen fotografado por Gustav Borgen.

### 1956
- Nome: Solness, o construtor[11]
- Local: São Paulo
- Produção: TV Tupi, programa “TV de Vanguarda”, 22 de julho de 1956
- Direção: Cassiano Gabus Mendes
- Adaptação: Dionísio de Azevedo e Walter George Durst
- Elenco: Vida Alves, Fernando Baleroni, Marli Bueno, Dionísio de Azevedo

### 1976
- Nome: Solness, o construtor
- Local: São Paulo
- Produção: TV Cultura, programa “Teatro 2”, reexibição pela TV Cultura, São Paulo, em 2006, no programa ”Antunes em Preto e Branco”
- Direção: Antunes Filho
- Adaptação: Antunes Filho
- Elenco: Cláudio Correa e Castro, Ângela Valério, Jonas Bloch, Ângela Rodrigues, David Neto, Cazarré, Marly de Fátima.